# خمیده‌خوشه‌ها
خمیده‌خوشه‌ها (نام علمی: Cyrtostachys) نام یک سرده از تیره نخل است.